# 1998–1999-es négysánc-verseny
A 1998–1999-es négysánc-verseny, az 1998–1999-es síugró-világkupa részeként került megrendezésre, melyet hagyományosan Oberstdorfban, Garmisch-Partenkirchenben (Németország), valamint Innsbruckban és Bischofshofenben (Ausztria) tartottak 1998. december 30. és 1999. január 6. között.
A torna győztese a finn Janne Ahonen lett, megelőzve a japán Kaszai Noriakit és Mijahira Hideharut.

## Eredmények
| Dátum              | Helyszín               | Sánc                             | Győztes          | Második            | Harmadik          |
| ------------------ | ---------------------- | -------------------------------- | ---------------- | ------------------ | ----------------- |
| 1998. december 30. | Oberstdorf             | Schattenbergschanze K-115        | Martin Schmitt   | Andreas Goldberger | Kaszai Noriaki    |
| 1999. január 1.    | Garmisch-Partenkirchen | Große Olympiaschanze K-115       | Martin Schmitt   | Janne Ahonen       | Kaszai Noriaki    |
| 1999. január 3.    | Innsbruck              | Bergiselschanze K-110            | Kaszai Noriaki   | Janne Ahonen       | Mijahira Hideharu |
| 1999. január 6.    | Bischofshofen          | Paul-Ausserleitner-Schanze K-120 | Andreas Widhölzl | Janne Ahonen       | Mijahira Hideharu |

## Végeredmény
Összetett végeredmény
| Helyezés | Név                | Pontok |
| -------- | ------------------ | ------ |
| 1        | Janne Ahonen       | 960.6  |
| 2        | Kaszai Noriaki     | 953.0  |
| 3        | Mijahira Hideharu  | 916.8  |
| 4        | Martin Schmitt     | 915.6  |
| 5        | Funaki Kazujosi    | 905.0  |
| 6        | Josioka Kazuja     | 897.5  |
| 7        | Stefan Horngacher  | 890.7  |
| 8        | Harada Maszahiko   | 882.1  |
| 9        | Andreas Goldberger | 871.3  |
| 10       | Dieter Thoma       | 850.2  |